# Abinsky (huyện)
Huyện Abinsky (tiếng Nga: ? райо́н) là một huyện hành chính tự quản (raion), của Vùng Krasnodar, Nga. Huyện có diện tích 1606 kilômét vuông. Trung tâm của huyện đóng ở Abinsk.